# La, la, la
La, la, la è stata la canzone vincitrice dell'Eurovision Song Contest 1968 (la prima edizione a colori), scritta dal Dúo Dinámico, composto da Manuel de la Calva e Ramón Arcusa e cantata, in spagnolo, da Massiel, in rappresentanza della Spagna franchista.
La canzone è carica di potenza spagnola; il testo è molto semplice e conta circa 126 "LA", quasi un record. È oggi ricordata come una delle più amate del concorso.
Venne eseguita per quindicesima nella serata, dopo l'Irlanda (con Pat McGuigan) e seguita dalla Germania Ovest (rappresentata da Wenche Myhre); alla fine delle votazioni, ricevette 29 punti trionfando, anche sul Regno Unito (rappresentato da Cliff Richards, classificatosi secondo con 28 punti, un solo punto in meno).

## Successo e controversie
Massiel, registrò la canzone anche in italiano e tedesco, entrambe con il titolo La, la, la e in inglese con il titolo La, la, la (He Gives Me Love). Sempre nel 1968, sono poi state fatte due importanti cover del brano: dall'italiana Mina per la RAI (programma Varietà Canzonissima) e dalla cantante finlandese Carola. Tuttavia la registrazione più venduta della canzone, è stata quella eseguita in spagnolo, dalla portoghese Amalia Rodrigues.
La canzone è stata oggetto di più di una polemica, soprattutto in patria: Joan Manuel Serrat, l'artista scelto in origine per rappresentare la Spagna, aveva presentato una canzone in catalano. Il governo di Franco non lo permise assolutamente e insistette che la lingua doveva essere spagnola, parlata ufficiale per tutti i territori della Spagna, arrivando quasi a reprimere tutte le altre lingue.